# Cora Combs
Cora Svonsteckik (17 tháng 3 năm 1923 – 21 tháng 6 năm 2015), còn được biết với tên võ đài Cora Combs, là một đô vật chuyên nghiệp Mỹ. Bà là người cuối cùng còn sống sót của đoàn kịch Billy Wolfe.

## Sự nghiệp đấu vật chuyên nghiệp

### 1949 – 1985
Combs sinh năm 1923 ở Hazard, Kentucky. Trước khi trở thành đô vật chuyên nghiệp, bà là một ca sĩ hát nhạc đồng quê. Năm 1949, bà tham gia một buổi diễn đấu vật chuyên nghiệp của Mildred Burke, mà sau đó là ngôi sao lớn nhất của đấu vật chuyên nghiệp nữ. Nick Gulas giới thiệu bà cho đô vật chuyên nghiệp Billy Wolfe, người đã huấn luyện cho bà.
Combs cũng huấn luyện cho con gái của mình, Debbie Combs, dưới tên gọi Lady Satan.
Năm 2007, Combs được đề cử vào Pro Wrestling Hall of Fame.
Năm 2018, Combs được đề cử vào WWE Hall of Fame.

## Đời sống cá nhân và cái chết
Combs có một con gái, Debbie Combs, cũng là một đô vật chuyên nghiệp.
Ngày 21 tháng 6 năm 2015, Combs mất ở Nashville, thọ 92 tuổi. Bà bị viêm phổi trong tuần trước lúc bà mất.

## Chức vô địch và thành tựu
- National Wrestling Alliance
  - NWA United States Women's Championship (4 lần)[4]
  - NWA Women's Southern Championship (phiên bản Florida)[5]
- Professional Wrestling Hall of Fame
  - Class of 2007[6]
- WWE
  - WWE Hall of Fame (2018)[7]